# Merzomyia westermanni
Espèce
Synonymes
- Trypeta westermanni Meigen, 1826

Merzomyia westermanni est une espèce de mouches de la famille des Tephritidae.

## Systématique
L'espèce Merzomyia westermanni a été décrite pour la première fois en 1826 par l'entomologiste allemand Johann Wilhelm Meigen (1764-1845) sous le protonyme Trypeta westermanni.

## Description
On reconnaît les femelles à leur organe de ponte apparent. Le motif des ailes est caractéristique de cette espèce.

## Répartition
L'espèce est distribuée dans le Sud de l'Angleterre, le Nord de la France et dans d'autres pays comme la Belgique, les Pays-Bas, l'Allemagne, la Suisse, l'Ukraine et dans le Caucase.

## Biologie
L'espèce fréquente les friches où poussent ses plantes hôte, deux espèces de séneçons : le Séneçon à feuilles de roquette et le Séneçon de Jacob. Les larves se développent dans les capitules de ces plantes. L'espèce vole d'août à septembre.